# Meknesz
Meknesz (arab nyelven: مكناس, angolul: Meknes) város Marokkó területén, Feztől kb. 60 km-re DNy-ra. Lakossága mintegy 750 ezer fő volt 2012-ben.
Történelmi város, az ország négy királyi városának egyike (Fez, Marrákes, Rabat mellett). A 11. században berberek alapították. Sok épülete a 13-14. századból való. A 17. században Iszmáil szultán Mekneszt választotta fővárosának, és a nagyszerű Dár el-Kebira palotát építette (amelyet az 1755-ös földrengés tett tönkre).
Mekneszt 40 km hosszú fal övezi, amelyen belül található a medina (muszlim óvárosi lakónegyed) és a palota.

## Gazdaság
A környéken termelt gyümölcs, zöldség, szőlő és olajbogyó illetve a helyi kézművesek kerámia-, bőr-, és szőnyegáruinak virágzó piaca. Jelentős az élelmiszer-feldolgozás, a textilipar, vegyipar, fémipar.

## Fordítás
Ez a szócikk részben vagy egészben  a   Meknes című angol Wikipédia-szócikk fordításán alapul.  Az eredeti cikk szerkesztőit annak laptörténete sorolja fel. Ez a jelzés csupán a megfogalmazás eredetét és a szerzői jogokat jelzi, nem szolgál a cikkben szereplő információk forrásmegjelöléseként.